# Tosin Dosunmu
Tosin Dosunmu (Lagos, 15 juli 1980) is een Nigeriaanse voormalige voetballer en heeft sinds 26 april 2006 ook de Belgische nationaliteit.

## Clubcarrière
In clubverband speelde de spits achtereenvolgens bij RWD Molenbeek, Verbroedering Denderhoutem waar hij topschutter van derde klasse werd, KV Mechelen, KVC Westerlo en Austria Wien. In het seizoen 2005-2006 speelde hij op huurbasis bij de Belgische eersteklasser Germinal Beerschot en werd hij topschutter van de Belgische eerste klasse met 18 goals. In juni 2006 verhuisde hij naar AS Nancy voor 2 miljoen euro, maar daar kon hij zich niet doorzetten. Tijdens het seizoen 2006-2007 werd de aanvaller uitgeleend aan de Belgische eersteklasser SV Zulte Waregem, alvorens op het einde van hetzelfde seizoen, eveneens op huurbasis, opnieuw naar Germinal Beerschot te verhuizen.
In mei 2008 werd Dosunmu definitief overgenomen door Germinal Beerschot. Hij ondertekende er een contract van drie jaar.
In het seizoen 2010-2011 verkaste Dosunmu naar MVV Maastricht. Daarna speelde hij voor Antwerp en Sint-Niklase waar hij de laatste wedstrijden in zijn professionele spelerscarrière speelde.
Sinds 2020 is hij aan de slag bij de jeugd van Beerschot als spitsentrainer.

## Interlandcarrière
In 1997 was hij invaller bij de Nigeriaanse Onder-17-ploeg, die de Meridian Cup in Portugal won. Bij de Super Eagles, de nationale ploeg van Nigeria, debuteerde hij in 2004: hij viel in de tweede helft in bij de WK-kwalificatiewedstrijd tegen Rwanda.

## Statistieken
| Seizoen     | Club               | Competitie         | Competitie | Competitie | Competitie | Beker | Beker | Beker | Internationaal | Internationaal | Internationaal | Totaal | Totaal | Totaal |
| Seizoen     | Club               | Competitie         | Wed.       | Dlp.       | Ass.       | Wed.  | Dlp.  | Ass.  | Wed.           | Dlp.           | Ass.           | Wed.   | Dlp.   | Ass.   |
| ----------- | ------------------ | ------------------ | ---------- | ---------- | ---------- | ----- | ----- | ----- | -------------- | -------------- | -------------- | ------ | ------ | ------ |
| 1998/99     | RWD Molenbeek      | Tweede Klasse      | 4          | 1          | 0          | 1     | 0     | 0     | —              | —              | —              | 5      | 1      | 0      |
| 1999/00     | RWD Molenbeek      | Tweede Klasse      | 5          | 1          | 0          | 1     | 0     | 0     | —              | —              | —              | 6      | 1      | 0      |
| 2000/01     | RWD Molenbeek      | Tweede Klasse      | 1          | 0          | 0          | 0     | 0     | 0     | —              | —              | —              | 1      | 0      | 0      |
| Club Totaal | Club Totaal        | Club Totaal        | 10         | 2          | 0          | 2     | 0     | 0     | 0              | 0              | 0              | 12     | 2      | 0      |
| 2002/03     | KV Mechelen        | Jupiler Pro League | 11         | 4          | 0          | 1     | 0     | 0     | —              | —              | —              | 12     | 4      | 0      |
| Club Totaal | Club Totaal        | Club Totaal        | 11         | 4          | 0          | 1     | 0     | 0     | 0              | 0              | 0              | 12     | 4      | 0      |
| 2002/03     | KVC Westerlo       | Jupiler Pro League | 17         | 7          | 4          | 0     | 0     | 0     | —              | —              | —              | 17     | 7      | 4      |
| 2003/04     | KVC Westerlo       | Jupiler Pro League | 34         | 16         | 7          | 2     | 0     | 0     | —              | —              | —              | 36     | 16     | 7      |
| 2004/05     | KVC Westerlo       | Jupiler Pro League | 4          | 5          | 2          | 0     | 0     | 0     | 2              | 0              | 0              | 6      | 5      | 2      |
| Club Totaal | Club Totaal        | Club Totaal        | 55         | 28         | 13         | 2     | 0     | 0     | 2              | 0              | 0              | 59     | 28     | 13     |
| 2004/05     | Austria Wien       | Bundesliga         | 23         | 4          | 5          | 3     | 1     | 0     | 10             | 1              | 1              | 36     | 6      | 6      |
| Club Totaal | Club Totaal        | Club Totaal        | 23         | 4          | 5          | 3     | 1     | 0     | 10             | 1              | 1              | 36     | 6      | 6      |
| 2005/06     | → Beerschot        | Jupiler Pro League | 31         | 18         | 3          | 2     | 1     | 0     | —              | —              | —              | 33     | 19     | 3      |
| Club Totaal | Club Totaal        | Club Totaal        | 31         | 18         | 3          | 2     | 1     | 0     | 0              | 0              | 0              | 33     | 19     | 3      |
| 2006/07     | AS Nancy           | Ligue 1            | 11         | 1          | 1          | 3     | 1     | 0     | 1              | 0              | 0              | 15     | 2      | 1      |
| Club Totaal | Club Totaal        | Club Totaal        | 11         | 1          | 1          | 3     | 1     | 0     | 1              | 0              | 0              | 15     | 2      | 1      |
| 2006/07     | → SV Zulte Waregem | Jupiler Pro League | 16         | 2          | 2          | 1     | 0     | 0     | —              | —              | —              | 17     | 2      | 2      |
| Club Totaal | Club Totaal        | Club Totaal        | 16         | 2          | 2          | 1     | 0     | 0     | 0              | 0              | 0              | 17     | 2      | 2      |
| 2007/08     | → Beerschot        | Jupiler Pro League | 30         | 7          | 7          | 6     | 0     | 0     | —              | —              | —              | 36     | 7      | 7      |
| 2008/09     | Beerschot          | Jupiler Pro League | 28         | 4          | 5          | 1     | 0     | 0     | 2              | 0              | 0              | 31     | 4      | 5      |
| 2009/10     | Beerschot          | Jupiler Pro League | 31         | 5          | 7          | 2     | 1     | 0     | —              | —              | —              | 33     | 6      | 7      |
| 2010/11     | Beerschot          | Jupiler Pro League | 3          | 0          | 0          | 0     | 0     | 0     | —              | —              | —              | 3      | 0      | 0      |
| Club Totaal | Club Totaal        | Club Totaal        | 123        | 34         | 22         | 11    | 2     | 0     | 2              | 0              | 0              | 136    | 36     | 22     |
| 2010/11     | → MVV              | Eerste divisie     | 14         | 4          | 6          | 0     | 0     | 0     | —              | —              | —              | 14     | 4      | 6      |
| Club Totaal | Club Totaal        | Club Totaal        | 14         | 4          | 6          | 0     | 0     | 0     | 0              | 0              | 0              | 14     | 4      | 6      |
| 2011/12     | Antwerp FC         | Tweede Klasse      | 20         | 3          | 3          | 1     | 1     | 0     | —              | —              | —              | 21     | 4      | 3      |
| Club Totaal | Club Totaal        | Club Totaal        | 20         | 3          | 3          | 1     | 1     | 0     | 0              | 0              | 0              | 21     | 4      | 3      |
| 2012/13     | → SK Sint-Niklaas  | Tweede Klasse      | 6          | 1          | 0          | 0     | 0     | 0     | —              | —              | —              | 6      | 1      | 0      |
| Club Totaal | Club Totaal        | Club Totaal        | 6          | 1          | 0          | 0     | 0     | 0     | 0              | 0              | 0              | 6      | 1      | 0      |
| Totaal      | Totaal             | Totaal             | 289        | 83         | 52         | 24    | 5     | 0     | 15             | 1              | 1              | 328    | 89     | 53     |

## Palmares
| Competitie                                | Aantal       | Jaren        |
| Austria Wien                              | Austria Wien | Austria Wien |
| ----------------------------------------- | ------------ | ------------ |
| Beker van Oostenrijk                      | 1×           | 2004/05      |
| Beerschot                                 |              |              |
| Topschutter in de Belgische Eerste Klasse | 1×           | 2005/06      |

## Trivia
- Zijn bijnaam is Cheadle omdat hij zoveel lijkt op acteur Don Cheadle.